# Adlingfleet
Adlingfleet est un village du Yorkshire de l'Est, en Angleterre.

## Toponymie
Adlingfleet est un nom d'origine vieil-anglaise. Il fait référence à un cours d'eau (flēot) lié à un prince (ætheling) ou à une personne noble (æthel). Il est attesté sous la forme Adelingesfluet dans le Domesday Book, compilé en 1086.

## Géographie
Adlingfleet est situé tout au sud du Yorkshire de l'Est : la frontière du Lincolnshire voisin passe juste au sud du village. Il se trouve à quelques kilomètres au sud-est de la confluence de la Trent et de l'Ouse qui forment l'estuaire du Humber. La ville la plus proche est Goole, à une dizaine de kilomètres au nord-ouest.
Avec le village de Whitgift (en) et le hameau d'Ousefleet (en), Adlingfleet forme la paroisse civile de Twin Rivers.

## Histoire
Le Domesday Book indique que le manoir d'Adlingfleet compte 15 habitants en 1086 et qu'il appartient au seigneur anglo-normand Geoffroi de la Guerche. Vingt ans plus tôt, avant la conquête normande de l'Angleterre, ce domaine était la propriété de l'Anglais Siward Barn.
Les alentours marécageux d'Adlingfleet sont drainés à la fin du XVIIIe siècle sous la direction de l'ingénieur John Grundy Jr. (en), qui s'appuie sur des plans dessinés par son collègue John Smeaton.
La paroisse civile d'Adlingfleet, héritière de l'ancienne paroisse ecclésiastique, fusionne avec celle de Whitgift (en) en 1983 pour former la nouvelle paroisse civile de Twin Rivers.

## Démographie
| 1801 | 1811 | 1821 | 1831 | 1841 |
| ---- | ---- | ---- | ---- | ---- |
| 437  | 461  | 431  | 478  | 448  |

| 1851 | 1881 | 1891 | 1901 | 1911 |
| ---- | ---- | ---- | ---- | ---- |
| 487  | 195  | 211  | 170  | 179  |

| 1921 | 1931 | 1951 | 1961 | 1971 |
| ---- | ---- | ---- | ---- | ---- |
| 188  | 160  | 129  | 137  | 159  |

## Culture locale et patrimoine

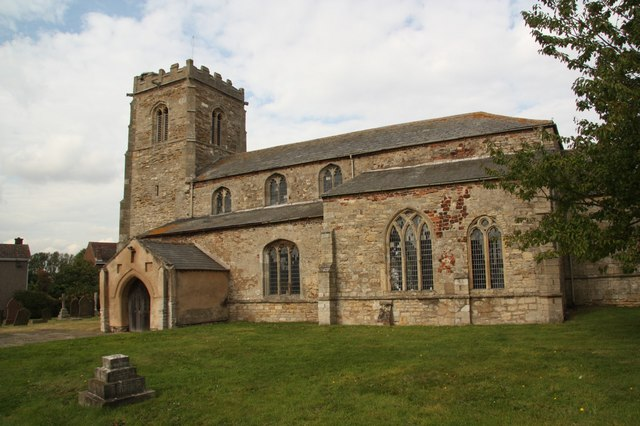
L'église de Tous-les-Saints d'Adlingfleet.

L'église paroissiale d'Adlingfleet est dédiée à tous les saints. Le gros du bâtiment remonte au XIIIe siècle, avec des portes plus anciennes (du XIIe siècle) du côté nord et sud. Le collatéral sud, la claire-voie et le clocher datent du XVe siècle. L'église a connu plusieurs phases de reconstruction et de restauration de la fin du XVIIIe siècle au milieu du XXe siècle. Elle constitue un monument classé de grade I depuis 1967.